# Архидиоцез Львова
Архиепа́рхия Льво́ва (лат. Archidioecesis Leopolitana Latinorum) — католическая архиепархия — митрополия латинского обряда на Украине. Территория архиепархии распространяется на Львовскую, Ивано-Франковскую, Тернопольскую и Черновицкую область. Территория епархии — 68 000 км². Основана 28 августа 1412 года.

## История
В 1375 году была образована Галицкая архидиецезия с центром в Галиче. В 1412 году двор Галицкого архиепископа был перенесён из Галича во Львов. В 1945 году двор архиепархии был перенесён епископом Евгениушем Базяком в город Любачев. 16 января 1991 года Папа Иоанн Павел II восстановил деятельность Львовской архиепархии. Она охватила Волынскую, Ивано-Франковскую, Львовскую, Ровенскую, Тернопольскую и Черновицкую области, которые исторически отвечали довоенным епархиям — Львовской (за исключением Любачивский территории, которая осталась в Польше), Луцкой и частично Перемышльской (Польша) и Ясской (Румыния). Волынская и Ровенская области в 1996 году отошли к восстановленной Луцкой диецезии.

## Структура

Римско-католические епархии Украины. Львовская архиепархия выделена красным

Львовский архидиоцез делится на 11 деканатов. С 21 октября 2008 года архидиоцез возглавляет львовский архиепископ—митрополит Мечислав Мокшицкий. Викарные епископы — Леон Малый и Эдуард Кава. Кафедральный собор — Архикафедральная базилика Успения Пресвятой Девы Марии во Львове, носящая почётный статус малой базилики. Суффраганными по отношению к львовскому архидиоцезу являются 6 епархий — Каменец-Подольский, Харьков-Запорожье, Киев-Житомир, Луцк, Мукачево и Одесса-Симферополь.
По данным на 2004 год архиепархия насчитывает около 154 000 католиков, 271 приход, 140 священников и 215 монашествующих, в числе которых представители 12 мужских и 22 женских монашеских орденов и конгрегаций. С 1996 года функционирует Высшая духовная семинария в пригороде Львова — Брюховичах (ректор — кардинал Марьян Яворский). Благотворительную помощь оказывают сотрудники организации Caritas.
5 мая 2004 года римско-католической церкви была возвращена резиденция львовских архиепископов.

## Список архиепископов
- Ян Жешовский (1412—1436)
- Ян Одровонж (1437—1450)
- Григорий Санокский (1451—1477)
- Ян Длугош (1480)
- Ян Стшелецкий (1481—1488)
- Анджей Боришевский (1488—1503)
- Бернард Вильчек (1505—1540)
- Пётр Стажеховский (1540—1554)
- Феликс Лигенза (1555—1560)
- Павел Тарло (1561—1565)
- Станислав Сломовский (1565—1575)
- Ян Сененский (1576—1582)
- Ян Димитрий Соликовский (1583—1603)
- Ян Замойский (1604—1614)
- Прухницький Ян Анджей (1614—1633)
- Гроховський Станислав (1633—1645)
- Николай Кросновский (1645—1653)
- Ян Тарновский (1654—1669)
- Альберт Корицинский (1670—1677)
- Констант Липский (1681—1698) [2]
- Констант Зелинский (1700—1709)
- Николай Поплавский (1710—1711)
- Ян Скарбек (1713—1733)
- Николай Вижицкий (1737—1757)
- Николай Дембовский (1757)
- Владислав Лубенский (1758—1759)
- Вацлав Сераковский (1760—1780)
- Фердинанд Онуфрий Кицкий (1780—1797)
- Каэтан Кицкий (1797—1812)
- Анджей Анквич (1815—1833)
- Франц Лушино (1834—1835)
- Франтишек Пиштек (1835—1846)
- Вацлав Вацлавичек (1847—1848)
- Лукаш Баранецкий (1848—1858)
- Францишек Вешхлейский (1860—1884)
- Северин Титус Моравский (1885—1900)
- св. Иосиф Бильчевский (1900—1923)
- Болеслав Твардовский (1923—1945)
- Евгениуш Базяк (1945—1962)
- кардинал Марьян Яворский (1991—2008)
- Мечислав Мокшицкий (с 2008)

Епископы Матей с Эгера (1375—1380), Бернард (1384—1390), Яков Стрепа (1391—1409), Николай Тромба (1410—1412, будущий Примас Польши) де-юре были Галицкими митрополитами.
|                                   |  |                                                                       |  | |
| Процессия римокатоликов во Львове |  | Богослужение, проводимое львовским архиепископом Мечиславом Мокшицким |  | Резиденция римско-католических архиепископов во Львове (в центре, слева от резиденции — бывший костёл святого Казимира, справа от неё — бывший костёл кармелиток |